# Virozsil Antal
Virozsil Antal (Selmecbánya, 1792. április 14. – Bécs, 1868. május 19.) magyar jogtudományi író, egyetemi tanár.

## Életpályája
A polgári családból származó Virozsil Antal, Virozsil Ferenc könyvkötő és Grell Erzsébet fiaként látta meg a napvilágot. Középiskoláit 1803-tól 1808-ig szülőhelyén, részben Nagyszombatban, és pedig miután anyját kora gyermekségében vesztette el, atyja vagyoni állapotát az 1806. évi tűzvész tönkre tette, Rudnay Sándor esztergomi kanonok, utóbb hercegprímás gyámolításával és segítségével elvégezte. 1809-ben a besztercebányai egyházmegye növendékei közé lépett és hallgatta a nagyszombati és nyitrai papnevelőben a bölcseleti, a besztercebányaiban a teológiai tudományokat. Tanulmányai befejezése után 1814-ben Zerdahelyi Gábor házához ment nevelőnek, akinek fiait (Károly, György és Flóris) tíz évig oktatta. 1816. június 11-én bölcseleti, 1823. június 27-én jogtudományi doktorrá avatták.
Közben a papi pályát elhagyta és 1822. november 21-én a pozsonyi királyi akadémián a politikai tudományok helyettes (1826. december 20-án rendes) tanára lett. 1832. augusztus 20-án a pesti egyetemen a természet- és magyar közjognak tanszékét foglalta el. 1834 első napjaiban súlyos csapás érte, amikor 36 óra alatt három gyermekétől (hétéves fiától, öt és hároméves leányától) fosztotta meg a halál. 1836 áprilisában József főherceg nádor, fiának István főhercegnek jog- és államtudományi oktatásával bízta meg; a tanítás 1838 június végéig tartott. Az 1840., 1845., 1846., 1847. tanévekben a törvénykar dékánságát, 1841-ben az egyetem rektorságát viselte. 1843-44-ben a bölcsészkaron az esztétika és klasszikus irodalom helyettes tanári tisztséget töltötte be. A magyar tanítás iránti legfelsőbb intézkedés folytán 1846-ban Virozsil az észjog és bányajog latin tanítását vette át.
1848. július 31-én nyugalmaztatását kérte a hiányos magyar nyelvtudása miatt. Óhajtása teljesítése után a Krisztinavárosba, tulajdon kertjének közelébe tette át lakását. A császári és királyi hadsereg másodszori bevonulása után a teljhatalmú császári biztos báró Geringer Károly 1849. augusztus 20-án az egyetemi hatóságokat föloszlatta, ideiglenes tanácsot nevezték ki s annak élére Virozsilt állította, aki augusztus 25-én foglalta el elnöki székét és a szervezett ideiglenes tanulmányi bizottság tagjává lett. Ennek rövid idő múlva történt feloszlatása még növelte befolyását, mely a császári biztos rokonszenvében lelte legerősebb támaszát. 
Az október 20-ai ülésében a múlt évben nyugalmazott tanárok visszahelyezését mondta ki, minek folytán Virozsil is visszafoglalta tanszékét. 1850. április 24-én rektori méltóságában is megerősíttetett; december 8-án az újonnan szervezett államvizsgálati bizottmány bírósági osztályának tagjává, december 15-én pedig császári tanácsossá neveztetett ki és 400 forintnyi személyes pótdíjat nyert. Rektorsága hat évig tartott; 1860. március 31-én adta át rektori méltóságát utódának. Elismerésül az 1500 forintnyi működési járulékon kívül Ő felsége 1860. április 7-én birodalmi nemességre emelte s szeptember 16-án idősbségi javadalmát nyerte.
Márkfi egyetemi rektornak 1861. június 2-án történt halála után Virozsil vette át ismét az egyetem igazgatását. Egyidejűleg a bírósági államvizsgálati bizottmány elnöke, Komers Henrik távoztával pedig annak helyét 1860 decemberétől az 1862. tanév nyári feléig pótolta. A német tanítás megszűntével leckéit latinul hirdette. 1862. november 5-én nyugalomba helyeztetett és ő felsége udvari tanácsossá nevezte ki. Budáról Badenbe, 1863 őszén Bécsbe költözött, ahol a császári és királyi státuszminisztérium felszólítására 1863. szeptember 18-tól a bécsi egyetemen a magyar közjogból tartott előadásokat. Beutazta hazánk alsó és felső vidékeit, a monarchia majdnem minden tartományát, Olasz-, Németországot, Svájcot, Franciaország és Anglia részeit. Meghalt 1868. május 19-én Bécsben. Az egyetemen 1868. november 2-án Pauler Tivadar tartott fölötte emlékbeszédet.

## Művei
- Jus naturae privatum methodo critica deductum. [Pest] Pesthini: Typis Josephi Beimel, 1833
  - TomusI.:Prolegomena et Introductionem complectens 1833 XXXII, 326, [1] p.
  - Tomus II.: Jus N. P. extrasociale complectens 1833 392 p.
  - Tomus III.: Jus N. P. sociale complectens cum jure belli complectens 1833 336 p.
- Poemata. Posonii, 1834.
- Epitome juris naturae seu universae doctrinae juris philosophicae. [Pest] Pesthini : [Beimel] Typis Josephi Beimel, 1839. XXIII, [1], 528 p.
- Jus publicum regni Hungariae a primordiis hujus regni usque ad recentissima tempora ordine scientifico deductum, (6 Specimina.) Budae, 1850-1854. Hat kötet. (Ism. Uj M. Múzeum 1853. I.)
- Juris Publici regni Hungariae specimen alterum jura majestatica et S. D. regalia regi Hungariae, ex avita constitutione hujus regni propria ordine scientifico digesta exhibens:  e majore inedito hactenus opere excerptum, et in anniversaria instauratae regiae scientiarum universitatis Hung. die XXV. junii a. c. editum. Budae : Ex tipographia regiae scientiarum universitatis Hungaricae, 1851., 120 p.
- Juris publici regni Hungariae specimen tertium jus administrationis vel regiminis publici, quod secundum avitam constitutionem hoc in regno usque ad a. 1848. viguit, ordine scientifico exhibens: e majore inedito hactenus opere excerptum, et in anniversaria instauratae regiae scientiarum universitatis Hung. die XXV. junii a. c. editum. Budae : Ex typographia regiae scientiarum universitatis Hungaricae, 1852. 103 p.
- Encyclopädie und Methodologie des juridisch-politischen Studiums oder der gesammten Rechts und Staatswissenschaften. Pest, 1851. (Kőnyomat. 2. kiadás: «Mit Bezug auf den gegenwärtigen Zustand dieser Wissenschaften in Oesterreich und Ungern insbesondere.» Ofen, 1852. Nyomtatva.)
- Juris publici regni Hungariae specimen quartum formam imperii et regiminis in genere huic regno in sensu avitae constitutionis usque ad annum 1848. propriam, ordine scientifico exhibens: e majore inedito hactenus opere excerptum et in anniversaria instauratae caes. reg. scientiarum universitatis Hungaricae die XXV. junii a. c. editum. Budae: Ex tyolographia regiae scientiarum universitatis Hungaricae, 1853. II, 53 p.
- Juris publici regni Hungariae specimen sextum, praemissa introductione generali doctrinam de origine, territorio, et incolis, seu viribus fundamentalibus regni hujus complectens: in complementum majoris, specimine isthoc plene consummati, typisque jam vulgati operis, in anniversaria Pest, die 25 Junii a. c. editum. Buda : Ex typographia regiae scientiarum universitatis Hungaricae, 1854. VI, 91 p.
- Egyetemes természet- és észjog elemei. I. főrész. Magán-természetjog; magyarul előadva Márki József által. Ford. kivonatban. Pest, 1871. II. főrész. Természetes nyilván- vagy közjog magyarul előadva Hoffmann Lajos Pál által. Uo. 1861. (Fordítás kivonatban.). Pest: Heckenast Gusztáv, 1861. XII, 210, XII, 306 p.
- Magyarország nyilván- vagy közjoga, mint az alkotmány eredetétől 1848-ig fennállott: történelmi szempontból tekintve s röviden előadva.Ford. kivonatban. Buda: Egyet. Ny., 1861. XIV, [2], 403 p.
- Ueber die hohe Idee der Gerechtigkeit und den Einfluss der Wissenschaft auf die Realisirung derselben im Staate: Vortrag. Wien: Szerző, 1864. (Különnyomat a Haimeri Vierteljahrschrift für Rechtswissenschaft XIV. kötetéből.) 19 p.
- Staatsrecht des Königreiches Ungarn, vom Standpunkte der Geschichte u. d. vom Beginn d. Reiches bis zum Jahre 1848 bestandenen Landesverfassung. Pest, 1865-66. Három kötet. (Nagy latin munkájának átdolgozása.)
- Das Staats-Recht des Königreichs Ungarn, vom Standpunkte der Geschichte, und der vom Beginn des Reiches bis zum Jahre 1848. bestandenen Landes-Verfassung. Pest: Heckenast, 1865-1866.
  - 1. Band 1865 XII, [4], 362 p.
  - 3. Band 1866 [8], 296 p.
- Emlékbeszéd néhai Virozsil Antal, Ő Csász. és Apost. Kir. Felsége udvari tanácsosa, ss. mm. bölcsészeti és jogtudor, a Magyar Kir. Tudomány-egyetemnél az ész- büntető és magyar közjog nyugalmazott nyilv. rendes tanára, a Jog és Államtudományi Kar idősbje és volt dékánja, az Államvizsgálati Bizottmány bírói osztályának tagja és ideiglenes elnöke, a Magy. Kir. Egyetem volt nagyságos rectora fölött: az Egyetem nagy dísztermében 1868. évi sz. andráshó 2. Buda: M. Kir. Tud. Egyetemi Ny., 1869. 33 p.